# Kunstgebouw
Kunstgebouw is een stichting in de provincie Zuid-Holland die basisscholen en gemeenten in hun taak
ondersteunt om cultuureducatie met kwaliteit te bieden. Dit doet Kunstgebouw door programma’s samen te stellen die voldoen aan de wensen van de scholen en aan de landelijke richtlijnen. Daarnaast werkt Kunstgebouw aan het bevorderen van de deskundigheid van en de samenwerking tussen basisscholen, gemeenten en culturele instellingen.